# Jesper Strömblad
Jesper Strömblad, né le 28 novembre 1972 à Göteborg, est un musicien suédois. Il est connu pour avoir été le membre fondateur et ancien guitariste du groupe In Flames, considéré par les spécialistes comme un des pionniers du death metal mélodique. En mars 2004, le magazine Guitar World le place à la 70e place parmi les 100 "Meilleurs Guitaristes de Heavy Metal de tous les Temps". 

## Biographie
Il naît le 28 novembre 1972 à Göteborg. Il démarre la musique à l'âge de quatre ans avec le violon, qu'il abandonne à l'âge de douze ans au profit de la guitare. 
En 1988 il forme premier groupe, Striker, qui changera de nom pour Desecrator puis finalement Ceremonial Oath en 1991. Il quittera le groupe en 1993. 
En 1990, alors âgé de 18 ans, il forme In Flames en parallèle de son autre groupe de death metal de l'époque, Ceremonial Oath, avec deux membres de ce dernier : Johan Larsson à la basse et Glenn Ljungström à la guitare. Son idée est alors de combiner les mélodies de guitare d'Iron Maiden avec la brutalité du death metal, ce qu'il pense comme n'ayant jamais été fait par aucun groupe. 
Avec cette formation il enregistre alors une première démo puis autoproduit rapidement le premier album de In Flames : Lunar Strain, pour lequel il s'occupe de la guitare, de la batterie et des claviers. L'album est publié le 1er avril 1994. 
Dans le même temps, en 1993, il devient batteur du groupe Hammerfall dont il est le membre fondateur. Originellement un groupe de reprise, il quittera ce dernier en 1997, après le succès du premier album Glory to the Brave, pour se consacrer pleinement à In Flames.  
En 1995, il fonde avec Glenn Ljungström un nouveau projet parallèle, Agent Orange, qui deviendra par la suite Dimension Zero. Le groupe sera dissout une première fois en 1998 après la parution d'une démo et d'un EP, Penetration from the Lost World.  
En 1997, lors d'une tournée mondiale avec Dimmu Borgir, Jesper fait la rencontre de Kimberly Goss, claviériste de session du groupe. Ils ont alors l'idée de créer Sinergy, un groupe de métal mené par une figure féminine rejetant les éléments opératiques apparus dans les années 1990 et typiquement associés à ce type de groupe. Le projet reste en suspens jusqu'en 1998, lorsque Kimberly Goss déménage en Suède. Le groupe sort alors l'album Beware the Heavens qui sera le seul album de Sinergy auquel participera Strömblad puisque Goss déménagera dans la foulée en Finlande, signant la dissolution du premier line-up essentiellement suédois.  
En 2000 le groupe Dimension Zero est réactivé et sortira trois albums, Silent Night Fever en 2002, This is Hell en 2003 et He Who shall not Bleed en 2007, avant d'être à nouveau dissout en 2008.  
C'est le 12 février 2010 que Jesper Strömblad annonce quitter In Flames pour des raisons de santé, après seize années au sein du groupe et neuf albums.  
En 2011 il retrouve le guitariste Glenn Ljungström pour fonder le groupe de death metal The Resistance avec le chanteur Marco Aro (The Haunted, Facedown) et le batteur Christofer Barkensjö (Kaamos, Grave, Facedown). Le groupe se sépare en 2016. 
Il réintègre Ceremonial Oath en 2012 en tant que bassiste après avoir quitté le groupe en 1993. Il réintègre également Dimension Zero en 2014. 
En 2016 il forme avec le chanteur Jake E (Amaranthe), aussi connu sous le pseudonyme de Joacim Lundberg (Dreamland), le supergroupe CyHra. Ils sortiront Letters to Myself en 2017 et No Halos in Hell en 2019